# Violencia psicológica en la pareja
La violencia psicológica en la pareja es una forma de abuso psíquico, que tiene lugar en la relación de dos personas que deciden convivir o vincularse afectivamente para compartir un proyecto en común. Son comportamientos que se convierten en agresiones y daños, de los cuales el agresor puede o no tener conciencia. Implica coerción, supone la amenaza de la violencia física o corporal y en muchas ocasiones es peor que la violencia física. Se enfatiza con el tiempo y cuanto más perdura mayor es el daño, produce un deterioro en la víctima que la imposibilita para defenderse.

P. Enríequez define el concepto de la siguiente manera:
"La violencia psicológica es una conducta pasiva o activa practicada en descrédito, deshonra o menosprecio al valor de la dignidad personal del hombre o la mujer, de igual forma los maltratos, negligencias, humillaciones, amenazas y comparaciones destructivas que puedan afectar la autoestima de la persona y que perjudique su desarrollo operativo, lo que puede generar depresión o incluso el suicidio".

## La violencia psíquica es aprendida
Las causas de la violencia psíquica pueden ser múltiple. Ya sea que uno de los miembros de la pareja reproduzca vínculos paternos o familiares en su actual relación o que la violencia fuera un síntoma de los conflictos internos que mantiene una de las personas. La violencia psíquica en la pareja puede darse en cualquier momento de la relación, es decir, tanto desde los primeros días como cuando llevan ya transcurridos varios años juntos. Algunas personas que viven este tipo de relación violenta justifican el maltrato, mientras que otras confunden maltratos y ofensas con interés.
Vivir situaciones de violencia durante la infancia suele ser un indicador de que una persona puede reproducirla en la juventud y la vida adulta, tanto si se trata de hombres perpetradores, como de mujeres víctimas de la violencia de género. Estudios al respecto evidencian que las probabilidades de que una mujer sufra violencia de pareja se asocian con la presencia de antecedentes de violencia intrafamiliar durante su infancia. La violencia es una conducta que se aprende y, en la mayoría de los casos, se adquiere en el núcleo familiar. Cuando una persona es violenta, aprende a actuar a través de la impulsividad, porque no reflexiona antes de proceder.

## La violencia psíquica en la adolescencia
La violencia psicológica en parejas adolescentes es una forma de maltrato emocional que se manifiesta en relaciones sentimentales entre jóvenes. Se caracteriza por conductas como el control, la manipulación, los celos excesivos, la humillación, las amenazas y el aislamiento social. Aunque no implica agresión física directa, sus consecuencias pueden ser igualmente graves, afectando la autoestima, la estabilidad emocional y el bienestar general de quienes la sufren.
Este tipo de violencia a menudo se presenta de manera sutil en las primeras etapas de la relación, lo que dificulta su identificación. Entre las formas más comunes se encuentran el control de la vestimenta, la exigencia de contraseñas en redes sociales, la desvalorización constante y el chantaje emocional. 
Diversos estudios internacionales han evidenciado que la violencia psicológica en la adolescencia está ligada a patrones aprendidos en el entorno familiar, la influencia de estereotipos de género y el uso de redes sociales como herramienta de control y vigilancia. La Organización Mundial de la Salud y UNICEF han alertado sobre el aumento de estas prácticas, que muchas veces son minimizadas o confundidas con muestras de afecto.
La prevención de este tipo de violencia requiere una educación afectivo-sexual que fomente relaciones basadas en la igualdad, el respeto y la autonomía personal. Además, es esencial que las instituciones educativas y las familias promuevan espacios de diálogo, apoyo emocional y detección temprana de señales de maltrato.

## Las modalidades o tipos de violencia psíquica
Existen tres modalidades o tipos:
1. Maltrato (activo y pasivo): tiene una faceta activa y otra pasiva, el maltrato activo es el trato degradante y continuo que ataca la dignidad de la persona. Los malos tratos emocionales son difíciles de detectar, porque la víctima frecuentemente no toma conciencia de que lo es y otras veces toma conciencia, pero no se atreve o no puede defenderse y no lo comunica o pide ayuda. El maltrato pasivo consiste en la falta de atención hacia la víctima cuando ésta depende del agresor.
2. Acoso psicológico: Es perseguir a una persona con críticas, injurias, calumnias y acciones que pongan un cerco a su actividad, socavando su autoestima e introduciendo en su mente malestar, preocupación, angustia, incertidumbre extrema, y dudas. Es la forma de violencia que se ejerce con una estrategia, una metodología y un objetivo para conseguir la destrucción moral de la víctima, despojándola de su intimidad, tranquilidad y el tiempo necesario para llevar a cabo sus actividades, ya que el acosador la interrumpe constantemente con sus demandas inoportunas y agobiantes.
3. Manipulación mental: es la forma de violencia que desconoce el valor de la víctima como ser humano en lo que concierne a su libertad y a su autonomía, al derecho a tomar decisiones propias sobre su vida y de sus valores. Es chantaje afectivo, una forma de control para lograr que la pareja actúe de acuerdo a los deseos del otro. Las tácticas incluyen amenazas que generan miedo, culpa o vergüenza, encaminados a movilizar a la víctima en la dirección que desea el manipulador.

## Señales de conductas que evidencian la violencia psicológica
El psiquiatra Murphy Y O’Leary enumera los siguientes indicios que alertan sobre la violencia psicológica en una pareja:
1. Ignora los sentimientos de la pareja.
2. Ridiculiza o insulta a los hombres o a las mujeres como grupo.
3. Ridiculiza o insulta los valores, creencias, religión o raza de la pareja.
4. Utiliza su visto bueno, afecto o aprecio como castigo.
5. Le critica, le insulta o le grita continuamente.
6. Le humilla en privado y/o en público.
7. Rechaza mantener relaciones sociales en su compañía.
8. Controla el dinero, las decisiones o le prohíbe que trabaje.
9. No permite su acceso a las llaves del automóvil u otros bienes.
10. Amenaza con abandonarlo/a o le dice que se va.
11. Amenaza con hacerle daño a usted o a su familia.
12. Castiga o maltrata a los niños cuando está enfadado/a con usted.
13. Amenaza con secuestrar o llevarse a los niños si usted lo abandona.
14. Abusa, tortura, mata a los animales domésticos para hacerle daño.
15. Le acosa con asuntos que imagina que usted está haciendo.
16. Le manipula con mentiras y contradicciones.
17. Destruye los muebles, hace destrozos en las paredes o rompe utensilios domésticos durante las discusiones.
18. Maneja armas de forma amenazante.
19. Afirma que la víctima causó su agresión, su alteración, su violencia.
20. Culpabiliza a la víctima de provocar o incentivar a los hombres por su forma de vestir o de ser

## Consecuencias de la violencia psíquica
La violencia psíquica en las mujeres afecta su salud mental, creando una disminución de sus posibilidades intelectuales y habilidades, pérdida de deseos o interés, depresión y ansiedad, pero este maltrato, no se da en forma impredecible, si no por el contrario en situaciones constantes que son necesarias conocer y comprender para poder sobrevenir.
El perfil de un hombre maltratado se asemeja al de la mujer, son personas con baja autoestima, se sienten menospreciados e inseguros; en estos hombres se produce el síndrome de dependencia emocional, es decir, se les hace imposible imaginarse la vida sin una pareja, hasta llegar a no importarles pasar por humillaciones y desprecios.
Dentro de esta perspectiva la Organización Panamericana de la Salud resume las principales consecuencias psíquicas: depresión, ansiedad, tristeza, angustia, fobia, trastorno de pánico, insomnio, cambios del estado de ánimo, ganas de llorar sin motivo, trastorno de estrés postraumático, trastornos de la conducta alimentaria, trastornos psicosomáticos, sentimientos de vergüenza y culpabilidad, conductas autodestructivas, abuso de alcohol y drogas, irritabilidad, baja autoestima y suicidio o ideación suicida.Otros síntomas incluyen los trastornos del sueño, la agresividad desmesurada, el mutismo emocional y trastornos psicosomáticos.

## Datos estadísticos de la violencia psicológica
De acuerdo con el Informe mundial sobre la violencia y la salud (2003), el cincuenta por ciento (50%) de las muertes violentas en el mundo es responsabilidad de los esposos, excónyuges, novios y antiguos compañeros. Tres de cada diez adolescentes denuncian que sufren violencia en el noviazgo y muchas de las mujeres que son maltratadas durante el matrimonio vivieron violencia en el noviazgo.
Los estudios de la Base de Datos y Publicaciones Estadísticas de la Comisión Económica para América Latina y el Caribe (CEPAL) (2012), indican porcentajes altos de violencia psíquica en países como Bolivia con un 53.8% (2003), Perú con un 68.2% (2004) y Colombia con un 65.7% (2005). En Venezuela, el Boletín en Cifras de Violencia Contra las Mujeres (2003) señala que de 4437 personas que viven violencia, un 42.75% es de tipo psíquica y 2346, es decir el 60%, tiene secuelas psíquicas, además menciona que la violencia psíquica es la más común, dolorosa y tardía en superar.
Según encuesta realizada en México, el 76% de los jóvenes con edades comprendidas entre 15 y 24 años y en relaciones de pareja, han sufrido agresiones psíquicas. La violencia de pareja se inicia, por lo regular, durante las relaciones de noviazgo (26%) y en la mayoría de los casos continúa y se acentúa en la vida conyugal (35%). En un 30% de los casos sigue manifestándose después de terminada la relación violenta, con agresiones hacia la mujer por parte de la expareja.
Los estudios a través de dicha encuesta indican que la adolescencia es la edad en la cual son más vulnerables a la violencia y es una situación que se mantiene en silencio pues la mayoría considera son conductas normales, que no aumentarán y no se atreven a denunciar, siendo más común que la ejerzan los hombres, sin embargo las mujeres también utilizan formas de control como la manipulación y el chantaje, además una pareja violenta es muy probable que tenga antecedentes de violencia en su familia y su conducta no cambiará espontáneamente.

## Legislación
La Asamblea General de las Naciones Unidas proclama la Declaración Universal de Derechos Humanos (1948) y declara en su Artículo 5 que: “Nadie será sometido a torturas ni a penas o tratos crueles, inhumanos o degradantes”.

### Legislación venezolana sobre violencia
La Ley orgánica sobre el derecho de las mujeres a una vida libre de violencia (2007), establece en el artículo 15, que existen diecinueve formas de Violencia de género en contra de las mujeres, entre ellas está la violencia psíquica: “Conducta omisiva o activa practicada en menosprecio, deshonra o descrédito a la dignidad personal, aislamiento, tratos humillantes, constante vigilancia, negligencia, marginalización, abandono, celotipia, comparaciones destructivas, amenazas y actos que llevan a las víctimas a disminuir su autoestima, perturban su sano desarrollo, puede llevarla a la depresión e incluso al suicidio”.
Las sanciones por el incumplimiento de esta ley están en el Artículo 39.“Quien mediante tratos humillantes y vejatorios, ofensas, aislamiento, vigilancia permanente, comparaciones destructivas o amenazas genéricas constantes, atente contra la estabilidad emocional o psíquica de la mujer, será sancionado con prisión de seis a dieciocho meses”.

### Legislación Colombiana sobre la violencia
La ley 1257 de 2008. Por la cual se dictan normas de sensibilización, prevención y sanción de formas de violencia y discriminación contra las mujeres. Disponible en: https://www.mintic.gov.co/portal/604/articles-3657_documento.pdf.